# Hôtel Lebault
L'Hôtel Lebault est un hôtel particulier de la ville de Dijon situé dans son secteur sauvegardé.
Il est inscrit au titre des monuments historiques depuis 1970.